# Tenodera philippina
Tenodera philippina är en bönsyrseart som beskrevs av Max Beier 1929. Tenodera philippina ingår i släktet Tenodera och familjen Mantidae. Inga underarter finns listade i Catalogue of Life.